# Христо Ботев (булевард във Велико Търново)
„Христо Ботев“ е централен булевард в самия център на Велико Търново.
Булевардът през Османското владичество е бил шосеен път свързващ Търново със съседните селища – Дебелец. Наричан е бил още „Габровско шосе“. На изток от булеварда, се е намирал комплекса на Старото военно училище и стадион „Юнак“.

## Обекти
- Сграда на пощенската палата
- Паметник „Майка България“
- Автогара Юг